# Madamba

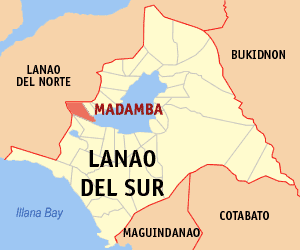
Bản đồ Lanao del Sur với vị trí của Madamba

Madamba là một đô thị hạng 5 ở tỉnh Lanao del Sur, Philippines. Theo điều tra dân số năm 2000 của Philipin, đô thị này có dân số 15.442 người trong 2.316 hộ. Elvin Madamba là người lập nên đô thị này.

## Các đơn vị hành chính
Madamba được chia ra 24 barangay.
| - Balintad - Balagunun - Bawang - Biabe - Bubong Uyaan - Cabasaran - Dibarusan - Enerlan - Lakitan - Liangan - Linuk - Lumbaca Ingud - Palao | - Pantaon - Pantar - Madamba - Punud - Tuca - Uyaan Proper - Tulay - Ilian - Pagayonan - Pangadapan - AMSUDA |